# Bell (Hunsrück)
Das Dorf Bell liegt inmitten der Mittelgebirgslandschaft des Hunsrück in der Verbandsgemeinde Kastellaun im Rhein-Hunsrück-Kreis, Rheinland-Pfalz.

## Geographie

### Lage
Der Ort Bell liegt etwa einen Kilometer von Kastellaun und der Hunsrückhöhenstraße entfernt am Rande der Quellen des Mergenbach und Wohnrother Baches, die den Mörsdorfer Bach bilden, der an Burg Balduinseck vorbei sein Wasser in den Flaumbach und damit in die Mosel bei Treis ergießt.

### Gemeindegliederung
Einwohnerzahlen, Hauptwohnung, Stand 31. Dezember 2012; Gemeindegliederung laut Statistischem Landesamt.
| Ortsbezirk | zugehörende Wohnplätze                              | Einwohner |
| ---------- | --------------------------------------------------- | --------- |
| Bell       | Bahnhof Bell, Forsthaus, Ramserhof, Rothenbergerhof | 458       |
| Hundheim   | –                                                   | 145       |
| Krastel    | Heidhof                                             | 141       |
| Leideneck  | –                                                   | 258       |
| Völkenroth | Blümlingshof, Greiserhof                            | 276       |
| Wohnroth   | Birkenhof                                           | 161       |
| Insgesamt  |                                                     | 1.439     |

### Nachbarorte
| Buch                                | Uhler                                       | Kastellaun |
| Wohnroth, Krastel und Mastershausen | Kompassrose, die auf Nachbargemeinden zeigt | Laubach    |
| Völkenroth                          | Hundheim                                    | Hasselbach |

## Geschichte
Während der Ausgrabungen des Beller Wagengrabes wurden eine Pfeilspitze und ein Steinbeil entdeckt, die auf eine frühe Besiedlung in der Jungsteinzeit schließen lassen.
Bell ist eine sehr alte Siedlung. Schon der Name ist vorgermanisch, „Bell“ bezeichnet im Keltischen eine Anhöhe oder Siedlung auf der Höhe. Gräberfunde in der Nähe von Bell, insbesondere das Wagengrab von Bell, zeigen, dass die Gegend früh von Kelten besiedelt war.
Ein römischer Gutshof östlich der Kirche (Mitte des 19. Jahrhunderts erkundet und als „Bodendenkmal“ gesichert) und ein fränkischer Herrenhof, unmittelbar südlich daran angrenzend (der Flurname „In den Hupfeldern“, den zum Hof gehörenden Feldern, weist ihn nach; bei der Erschließung des dortigen Neubaugebietes wurden Grundmauern dieser alten Bebauung freigelegt), lassen die Bedeutung des Ortes in der Zeit der fränkischen Landnahme erahnen. Außerdem war Bell der Kirchspielort, dem die Orte von Leideneck bis Horn und Alterkülz, selbst die nachmalige Burg- und Residenzstadt Kastellaun und heutiger Hauptort der Verbandsgemeinde zugehörten. Die Nachbarorte mit den Endungen auf -heim und -bach (Hundheim, Michelbach) gehören zu den Orten der ersten Germanischen Landnahme der Franken (500–700) in der Völkerwanderung, sind also viel jünger als der „Ort auf der Anhöhe“. Orte mit Ortsnamen auf -roth gehören zur frühmittelalterlichen Rodungsperiode. Bell liegt zudem nahe der keltischen, später römischen Höhenstraße (Römerstraße, der Hunsrückhöhenstraße).
Bell wird im Jahr 1220 in einer Bestandsaufnahme, dem Liber annalium des Erzbistums Trier genannt. Um das Jahr 1310, nach neueren Erkenntnissen des Landeshauptarchiv Koblenz wohl 1330–1335, wird der Ort unter dem Namen Belle im Sponheimischen Gefälleregister der Grafschaft Sponheim erwähnt.
Erst im Hochmittelalter unter der Herrschaft der Grafen von Sponheim taucht Bell wieder in der Geschichte auf: Graf Simon II. verleiht Kastellaun, dem kleinen Ort bei seiner Burg, 1305 Stadtrecht und erwirkt von König Heinrich VII., dem Bruder von Balduin von Luxemburg, Erzbischof zu Trier, 1308 das Marktrecht; doch schon 1309 verleiht der spätere Kaiser Heinrich Marktrecht auch an Bell.

### Neuzeit
Bell hatte unter Krieg und Soldatenbesatzung stark zu leiden. Besonders schlimm war es im Pfälzer Erbfolgekrieg zur Reunionspolitik Ludwig XIV. Mit der Besetzung des Linken Rheinufers 1794 durch französische Revolutionstruppen wurden Bell französisch, 1815 wurde Bell auf dem Wiener Kongress dem Königreich Preußen zugeordnet.
Der Abschnitt Simmern–Kastellaun der Hunsrückbahn, an dem Bell liegt, wurde zum 28. Oktober 1901 eröffnet. Der Bahnhof Bell (Streckenkilometer 13,1) ging mit etwas Verspätung im Februar 1902 in Betrieb.
Am Ende des Zweiten Weltkrieges wurde Bell dank des beherzten Ergreifens und des Hissens einer weißen Fahne auf dem Kirchturm durch Beller Bürger und ihren Pfarrer Rolffs beim Einmarsch der Amerikaner am 13. März 1945 von Zerstörungen verschont.
Seit 1946 ist Bell Teil des neu gebildeten Landes Rheinland-Pfalz.
Im Rahmen der Mitte der 1960er Jahre begonnenen rheinland-pfälzischen Gebiets- und Verwaltungsreform wurde die heutige Gemeinde am 17. März 1974 aus den bis dahin eigenständigen Gemeinden Bell (Hunsrück) (damals 378 Einwohner), Hundheim (123), Krastel (173), Leideneck (233), Völkenroth (233) und Wohnroth (145) neu gebildet.

### Ersterwähnung der übrigen Ortsbezirke
Wohnroth wird erstmals im Jahr 1220 im so genannten Liber annalium des Erzbistums Trier erwähnt. Hundheim, Krastel, Leideneck und Völkenroth wurden erstmals 1310 im Gefälleregister der Grafschaft Sponheim genannt.

### Einwohnerentwicklung
Die Entwicklung der Einwohnerzahl von Bell bezogen auf das heutige Gemeindegebiet; die Werte von 1871 bis 1987 beruhen auf Volkszählungen:
| Jahr | Einwohner |
| ---- | --------- |
| 1815 | 1.284     |
| 1835 | 1.543     |
| 1871 | 1.577     |
| 1905 | 1.647     |
| 1939 | 1.506     |
| 1950 | 1.588     |
| 1961 | 1.432     |

| Jahr | Einwohner |
| ---- | --------- |
| 1970 | 1.322     |
| 1987 | 1.290     |
| 2005 | 1.521     |
| 2011 | 1.470     |
| 2017 | 1.437     |
| 2022 | 1.441     |

## Kirchengeschichte
Mit der Einführung der Reformation in der Grafschaft 1557 wurden Kastellaun und Alterkülz mit den von ihnen abhängigen Gemeinden selbständig. Leideneck trennte sich 1854 und teilte sich einen Pfarrer mit Kappel, ist seit 1976 aber wieder mit Bell pfarramtlich verbunden. Die letzten Gemeinden, die die Pfarrei Bell verließen, waren 1926 Spesenroth, das sich Kastellaun anschloss, und 1947 Hasselbach, das heute zur Kirchengemeinde Alterkülz gehört.
Die Kirchengemeinde Bell-Leideneck-Uhler bestand seit dem 1. Januar 2016 aus den bisher selbständigen Kirchengemeinden Bell, Leideneck und Uhler, die schon ab 2009 pfarramtlich verbunden waren.
Seit dem 1. Januar 2019 gehört die Kirchengemeinde Bell-Leideneck-Uhler zur evangelischen Kirchengemeinde Zehn Türme. Diese bildete sich aus der Fusion der bis dahin selbstständigen Kirchengemeinden Bell-Leideneck-Uhler, Riegenroth, Gödenroth-Heyweiler-Roth und Horn-Laubach-Bubach.

### Beller Kirche
Das Alter der Beller Kirche lässt sich nicht genau bestimmen. Nach dem romanischen Baustil des Turmes wird sie aus dem 11. bis 13. Jahrhundert stammen. Das Kirchenschiff ist wesentlich jünger. Es wurde 1728 „aus den Grundmauern“ neu aufgebaut. Das alte Pfarrhaus wurde als Ersatz für einen älteren Bau 1716 errichtet und stand noch bis 1959.
Der Kelch von 1483 trägt den Namen des damaligen Pfarrers „Steph’ de Bernkastel“.

#### Glocken
Bemerkenswert sind die drei Glocken. Die älteste, die kleine Maria datiert aus dem Jahr 1313, ist mit den Glocken von Sohren und Büchenbeuren eine der ältesten Glocken im Hunsrück. Diese Glocke hat einen Durchmesser von 79 cm, eine Höhe von 77 cm und wiegt 250 kg.
Die große Maria wurde 1459 vom Glockengießer Thilmann aus Hachenburg gegossen. Sie hat einen Durchmesser von 126 cm, eine Höhe von 110 cm und ein Gewicht von 900 kg. 1694 raubten Soldaten Ludwigs des XIV. diese Glocke. Ein mutiger Beller Bürger namens Braun, lief den Truppen hinterher, verhandelte hartnäckig mit dem General der Truppen, worauf dieser die Glocke wieder abladen ließ. Dabei brach die Krone ab. Zu dem mutigen Handeln von Herrn Braun kam hinzu, dass er einer der wenigen katholischen Bürger der Gemeinde Bell war. Aus Dankbarkeit beschloss das damalige Presbyterium, dass bei Beerdigungen von Angehörigen der Familie Braun und deren Nachkommen, die Glocken der Beller Kirche den Weg zur letzten Ruhestätte begleiten sollten. Bei Beerdigungen von katholischen Bürgern wurde sonst nur die Rathausglocke geläutet. Dieser Beschluss wurde 2005 das letzte Mal ausgeführt. Als letzter Nachfahre verstarb Albert Braun am 31. Juli 2005 in Kastellaun.
Die dritte Glocke im Kirchturm wurde im Ersten Weltkrieg eingeschmolzen. 1928 wurde sie ersetzt. Nach nur 14 Jahren erlitt sie im Zweiten Weltkrieg das gleiche Schicksal wie ihre Vorgängerin. Die jetzige Glocke stammt aus dem Jahr 1957 und wiegt 441 kg, hat einen Durchmesser von 90 cm und eine Höhe von 88 cm. Das ganze Dorf lief zusammen, als an einem gespannten Seil die Glocke von der Straße aus, durch eine Schallluke, in den Turm gezogen wurde.

## Politik

### Ortsbürgermeister
Ortsbürgermeister ist Manfred Kochems. Bei der Direktwahl am 26. Mai 2019 wurde er mit einem Stimmenanteil von 85,10 % in seinem Amt bestätigt. Bei der Direktwahl am 9. Juni 2024 wurde Kochems mit 80,7 % der Stimmen ohne Gegenkandidaten erneut wiedergewählt.

### Ortsbezirke
Jeder der sechs Orte der Ortsgemeinde Bell bildet einen Ortsbezirk mit einem Ortsbeirat und einem Ortsvorsteher.

#### Ortsbezirk Bell
Der Ortsbeirat besteht aus drei Mitgliedern.
Ortsvorsteher ist Andreas Bauer.

## Kultur und Sehenswürdigkeiten

### Beller Markt
Am vorletzten Mittwoch im Juli hält die Ortsgemeinde Bell auf dem Marktgelände an der Hunsrückhöhenstraße B 327 alljährlich ihren traditionellen Beller Markt ab.
Der Markt mit seiner jahrhundertelangen Tradition als Bauernmarkt und Viehhandelsplatz ist heute eine beliebte Veranstaltung für Touristen und Treffpunkt für die Bevölkerung der gesamten Region. Er lockt jährlich viele tausend Besucher an. Im Schnitt bieten 400 Marktkaufleute, Schausteller und Gastronomen Gästen eine Mischung von Markthandel und Jahrmarktattraktionen. Auch viele heimische Gewerbetreibende beteiligen sich.

### Freizeit und Tourismus

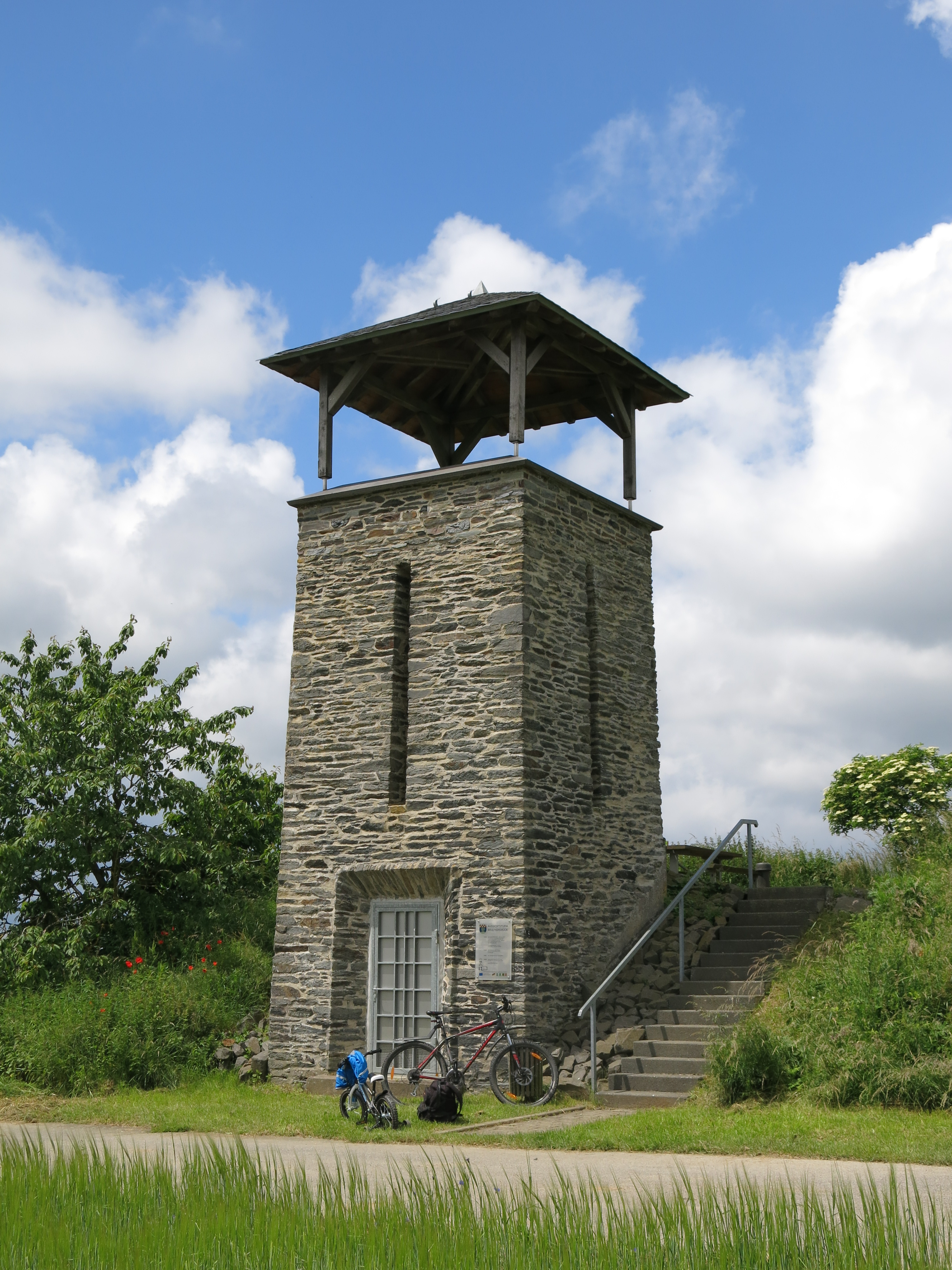
Aussichtsturm Bell

- Direkt neben dem Marktplatzgelände und dem Sportplatz der SG Bell liegt der 2015 eröffnete Tier-Erlebnispark Bell mit Sibirischen Tigern, Huskys und anderen Hunden, Reptilien, Wald- und Bauernhoftieren mit einem Streichelzoo. Obwohl abseits der großen Touristenströme gelegen, hat der Park für die nähere Umgegend eine gewisse wirtschaftliche Bedeutung.[17] Der Park ist Nachfolger eines Freizeitparks mit Märchenwald.
- Über Bell hinaus bekannte politische und kulturelle Veranstaltungen fanden bis etwa 2013 auf der Saalbühne der Gaststätte Bell-Vue statt.
- Nur wenige hundert Meter von Bell entfernt, am ehemaligen Beller Bahnhof entlang, führt der Schinderhannes-Radweg auf der Trasse der alten Hunsrückbahn vorbei.
- Bell kann als Ausgangspunkt für eine Wanderung auf der 20. Etappe des Saar-Hunsrück-Steigs nach Mörsdorf und der dortigen Hängeseilbrücke über das Mörsdorfer Bachtal genommen werden.
- Nordöstlich des Ortes steht auf einer Höhenlage von 463 m der etwa 10 m hohe Aussichtsturm Bell. Zuvor befand sich an dieser Stelle seit 1929 der Hochbehälter der Gemeinde mit einem Fassungsvermögen von 80 m3. Er war bis 1962 in Betrieb und wurde 2007/08 zum Aussichtsturm umgebaut, wobei das Wasserbecken unter dem Hügel neben dem Turm seither als Löschwasserresevoir der Feuerwehr dient.[18]

## Wirtschaft und Gewerbe
Bis in die 1950er Jahre wurde auf Beller Gemarkung, in der Nähe des Beller Bahnhofs, im Manganerzbergwerk Ilse Bergbau betrieben.
An Gewerbebetrieben sind im Ort: eine Kfz- und Lkw-Werkstatt, ein Elektroinstallerteurbetrieb, eine Goldschmiede und an der Straße zum Beller Bahnhof / Kreuzung Hunsrückhöhenstraße, ein Tief- und Straßenbauunternehmen. In Bell gibt es nur noch ein Gasthaus mit Pensionsbetrieb.